# Asclepias cultriformis
Asclepias cultriformis är en oleanderväxtart som först beskrevs av William Henry Harvey och Schltr., och fick sitt nu gällande namn av Rudolf Schlechter. Asclepias cultriformis ingår i släktet sidenörter, och familjen oleanderväxter. Inga underarter finns listade i Catalogue of Life.